# Чиканна
Чиканна (Chicanná) — руины города цивилизации майя в мексиканском штате Кампече. Город находился в окрестностях Бекана, был населён в период 300—1100 гг. н. э., содержит здания в стилях Ченес и Рио-Бек. В классический период город пользовался своим выгодным положением, поскольку находился на главной торговой дороге между заливом и карибским побережьем (современный мексиканский штат Кинтана-Роо и Белиз), что видно по богато украшенным зданиям.